# Philosophische Gedanken

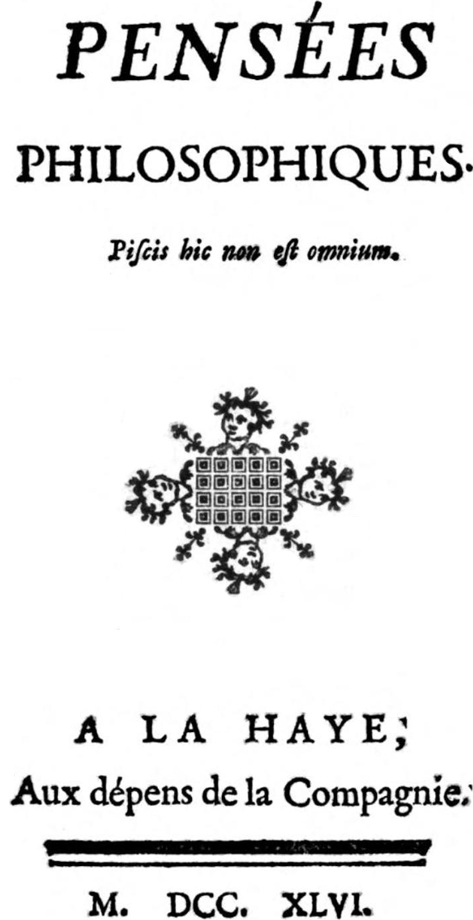
Pensées philosophiques, Erstausgabe 1746

Philosophische Gedanken (französisch Pensées philosophiques) ist das erste Werk von Denis Diderot in Form eines Essays in aphoristischer Stilart, das im Jahre 1746 publiziert wurde.
Daneben veröffentlichte er die Sammlung von zweiundsiebzig Aphorismen, den Addition aux Pensées philosophiques, die er im Jahre 1762 verfasste und 1770 anonym veröffentlichte. Wie der Titel schon sagt, folgten sie auf Pensées philosophiques. Diderot gab Sophie Volland in einem Schreiben vom 11. November 1762 den Abschluss der Texterstellung bekannt. Zur erstmaligen Publikation kam es im Jahre 1763 in Melchior Grimms „Correspondance littéraire“.

## Das Motto
Das Motto auf dem Titelblatt der Erstausgabe (lateinisch Piscis hic non est omnium ‚Dieser Fisch ist nicht für jedermann‘ ‚sinngemäße Übersetzung‘), ist ein Zitat aus André-François Boureau-Deslandes’ (1689–1757) Roman Pygmalion, ou la statue animée von 1741.
Sein Roman wurde vom Parlement zu Dijon zur Bücherverbrennung, wegen materialistischer Tendenzen, am 14. März 1741 verurteilt und auch vollzogen.

## Inhalt
Diderot beginnt seinen Essay mit den Worten: „Ich schreibe über Gott, ich zähle auf wenige Leser; ich erwarte nur wenig Zustimmung.“
Die Text selbst besteht aus 62 pointierten, unsystematischen niedergelegten Aphorismen.
Hierdurch gelang es Diderot in seinem erzählerischen Stil nicht nur zügig Themen zu wechseln, sondern auch dem vorherrschenden Zeitgeist widersprechende Gedankengänge camoufliert vorzutragen.
Zunächst wendet Diderot sich der „Rehabilitierung menschlicher Leidenschaften“ zu, die nicht seiner Inferiorität zum Ausdruck brächten, sondern ohne die es nichts Erhabenes gäbe.
Die Leidenschaften, französisch passions, stehen thematisch in den ersten sechs Aphorismen (Aph. I bis VI) im Focus. Der menschliche Geist sei ohne die Leidenschaft
zur Profanität und Mittelmäßigkeit gezwungen.
Daran anschließend folgt eine Kritik des christlichen Fanatismus und der Vorstellung eines nur zornigen und rächenden Gottes. Diderot bemerkte, dass der Aberglauben für Gott als schädlicher zu betrachten sei, als der Atheismus. Der Text wendet sich also gegen ein dogmatisches verstandenes Christentum. Im Aphorismus XXIV setzt er sich mit dem Skeptizismus auseinander, Skeptizismus wurde als ein Schritt zur Wahrheit bezeichnet, der aber eine gründliche und selbstlose Prüfung voraussetzt.
In den letzten Aphorismen werden die Heilige Schrift, der Glaube an Wunder und die Verherrlichung des Martyriums kritisch abgehandelt
| Aphorismen    | Thematische Leitgedanken, Schlagwörter zu den Aphorismen |
| ------------- | --- |
| I - V         | Leidenschaft |
| VI            | Urteil über das Wahre |
| VII           | Schuldig vor Gott, Kasteiung |
| VIII          | Angst vor Gott |
| IX-XI         | Vorstellung von Gott |
| XII           | Aberglaube |
| XIII          | Atheist vs. Deist |
| XIV           | Bezug auf Blaise Pascal |
| XV-XVII       | Atheismus |
| XVIII         | René Descartes, Nicolas Malebranche geringere Bedeutung für den Materialismus als Marcello Malpighi. Bedeutung von Isaac Newton, Pieter van Musschenbroek, Nicolas Hartsoeker, Bernard Nieuwentijt als Vertreter eines materialistischen Ansatzes ohne den Deismus aufzugeben |
| XIV           | Faszination vor dem Lebendigen; Diderot als Anhänger der vitalistische Hypothese im Sinne Malpighi und Charles Bonnet und in Opposition zu den Vorstellungen von Georges-Louis Leclerc de Buffon.                                                                             |
| XX            | Fiktiver Dialog mit einem Atheisten; Anerkennung der Existenz Gottes aber Ablehnung unfruchtbarer, metaphysischer Ideengewebe |
| XXI           | Einsicht und Ergebnisse in die Materialität der Welt widerstrebt der menschlichen Vernunft |
| XXII          | Einteilung, Kategorisierung der Atheisten in drei Gruppen: wahre Atheisten, skeptische Atheisten und Worthelden als Parteigänger |
| XXIII         | Unterscheidungsmerkmale zwischen Deist, Skeptiker und Atheist. |
| XXIV–XXXI     | Skeptizismus, Frage nach Gott, Wahrheit |
| XXXII         | Ungläubigkeit, Gläubigkeit, Dummheit, Mann von Geist |
| XXXIII–XXXIV  | Polytheismus und Atheismus, Skeptizismus als Schutz vor Extrempositionen |
| XXXV          | Gottlosigkeit aus der Perspektive anderer Kulturen und Religionen |
| XXXVI         | Unverständnis der Frommen gegenüber dem Skeptizismus |
| XXXVII        | Freie Wahl der religiösen Kulte, als Beispiele Christentum und Islam |
| XXXVIII–XXXIX | Frage des Fanatismus, dem Sterben für einen religiösen Kult; Märtyertum und Schwärmerei |
| XL            | Frage der Opposition zu bestehenden religiösen Kulten und Heiligtümern, am Beispiel des Islam, und am Beispiel des spätantiken Polyeukt |
| XLI           | Zeit der Offenbarung, Wunder und außerordentlichen Sendungen entspricht nicht mehr dem herrschenden Zeitgeist |
| XLII          | |
| XLIII         | Obgleich das Christentum friedfertig sei, habe die Verbindung mit der politischen Macht die Gesinnung der Glaubenseiferer beflügelt. |
| XLIV          | Julian, Diderot lobte diesen römischen Imperator. |
| XLV           | |
| XLVI          | |
| XLVII         | |
| XLVIII        | |
| XLIX          | nimmt Bezug auf Jacques Abbadie uns Pierre Daniel Huet; stellt die grundsätzliche Frage der Beweisbarkeit der Religion. Ein Beweis müsste eine Gewissheit erzeugen, die im Verhältnis zu seiner Beweiskraft stünde                                                            |
| L             | |
| LII           | |
| LIII          | |
| LIV           | |
| LV            | |
| LVI           | |
| LVII          | |
| LVIII         | |
| LX            | |
| LLXI          | |
| LXII          | |

## Interpretation
Diderot übt in seinem ersten eigenständigen Essay Kritik an der Frömmelei, an religiösen Vorurteilen und am Aberglauben, die, wie er es formuliert, „beleidigender für Gott sind als der Atheismus“. Außerdem geht es um drei verschiedene philosophischen Positionen in Bezug auf die Existenz Gottes: Atheismus, Skeptizismus, Deismus.
In seinem Text argumentiert Diderot für eine Wiederversöhnung der Vernunft mit dem Gefühl (vergleiche sensibilité universelle), um daraus Harmonie entstehen zu lassen. Nach Diderot kommt es ohne Gefühl zu einer abträglichen Wirkung auf die Vernunft, ohne jede Möglichkeit auch nur irgendein erhabenes Werk zu schaffen. Aber dennoch muss die Vernunft notwendigerweise über das Fühlen herrschen, weil das Fühlen ohne die Vernunft destruktiv sein kann.
Zu der Zeit, in der Diderot dieses Buch schrieb, verstand er sich als Deist. Deswegen verteidigt sein Buch den Deismus und führt eine Reihe von Argumenten gegen den Atheismus auf. Das Buch enthält aber auch eine Kritik an jeder Art von Selbstquälerei, darunter auch der Selbstgeißelung. Für die Ausgabe des Werkes von 1770 fügte Diderot einiges an zusätzlichem Material ein, das noch wesentlich größere Häresien enthielt; hierzu gehörten eine explizite Kritik des Christentums und Abschnitte zur Verachtung der Theologen.

## Entstehungs- und Publikationsgeschichte

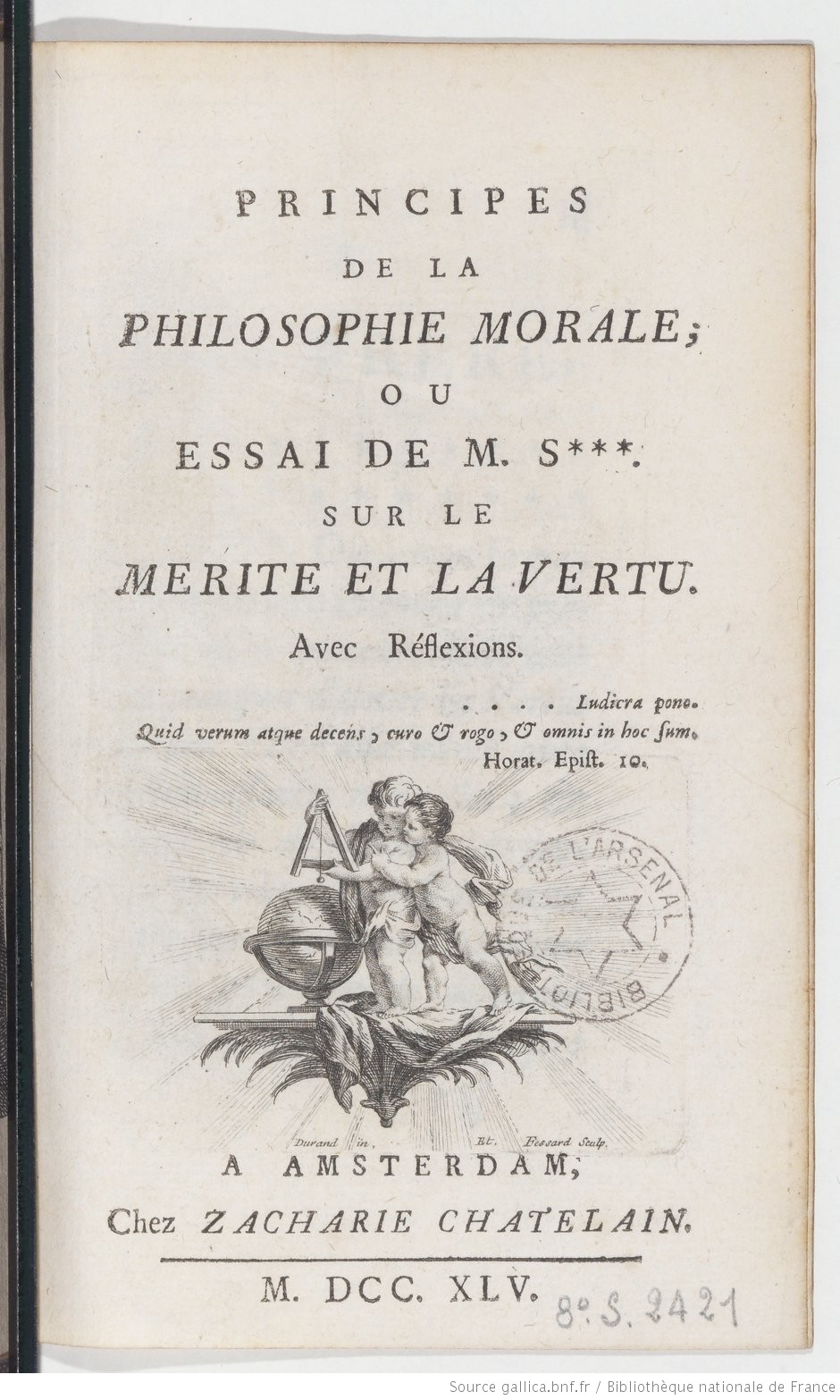
Principes de la philosophie morale (1746)

1745 hatte Diderot seine Übersetzung von Shaftesburys Principes de la philosophie morale, ou Essai de M. S*** sur le Mérite et la Vertu, Avec réflexions veröffentlicht. Shaftesbury argumentiert in seiner Untersuchung, dass Tugend, Güte und Schönheit Selbstzweck sind, unabhängig von der Religion. In seinem ausführlichen Vorwort setzt Diderot sich intensiv mit den Ideen Shaftesburys auseinander, die ihren Niederschlag in seiner folgenden Veröffentlichung fanden.
Die Pensees erschienen im Jahr 1746 anonym in dem fiktiven Verlagshaus De La Haye in Den Haag, wo auch – vorgeblich – andere französische Autoren der Aufklärung wie Voltaire, Schriften publizierten. In Wirklichkeit wurde die Schrift in Paris bei Laurent Durand, Drucker und Verleger in der Rue Saint-Jacques, gedruckt. Den Text stufte die Pariser Zensur als subversiv ein; ihre Begründung: „Mit vorgetäuschter Unentschiedenheit werden alle Religionen auf dieselbe Stufe gestellt, so daß schließlich keinerlei Religion anerkannt wird“ und sollte per Parlamentsbeschluss vom 7. Juli 1746 verbrannt werden. Das Verdikt scheint Durand nicht weiter beeindruckt zu haben, da er der Erstausgabe in den folgenden Jahren eine Reihe von Nachdrucken folgen ließ.
Das originale Manuskript ist, wohl wegen der Brisanz des Inhalts, nicht erhalten. Erst als Diderot wegen seines Buchs Brief über die Blinden zum Gebrauch für die Sehenden in Vincennes (französisch Château de Vincennes) im Gefängnis saß, gab er die Autorschaft an den Pensées zu.
Die Schrift stieß von Anfang an auf großes Interesse des Publikums, bereits 1748 übertrug der lutherische Theologe Jakob Elsner den Text ins Deutsche. 1757 erfolgte ein Nachdruck unter dem Titel Étrennes aus Esprits forts, verlegt laut Titelblatt in London bei Porphyre, wahrscheinlich aber in Amsterdam. Weitere Ausgaben wurden in London und eine Ausgabe in Französisch und Italienisch in Amsterdam 1777 publiziert, außerdem eine Ausgabe unter dem Titel Entretien d’un philosophe avec Madame la maréchale de *** als postumes Werk eines Thomas Crudeli.

## Rezeption
Die Pensees lösten sowohl im Kreis der französischen Aufklärer als auch im Klerus eine breite Debatte aus, an der sich u. a.
Jean Formey, später Mitarbeiter an der Encyclopédie sowie Nicolas-Sylvestre Bergier und der Guillaume de Gaufridi-Fos (* 1715) beteiligten. Mit kritischen Schriften äußerten sich u. a. Frédéric-Louis Allamand (1709–1784), der 1751 mit seinen Pensées anti-philosophiques gegen Diderot Stellung nahm sowie der Abbé Gabriel Gauchet. in seinen Lettres critiques, ou Analyse et réfutation de divers écrits modernes contre la religion (Paris 1757).
Noch 16 Jahren nach Erscheinen setzte sich der französische Paulanerpater und Romanautor Michel-Ange Marin mit den Pensées auseinander, indem er Diderot Widersprüche und Inkonsequenzen nachzuweisen versucht.
Der französische Romanist Roland Mortier (1920–1998), der die Pensées neu herausgegeben hat, bezeichnet Diderots Jugendwerk als eine tiefgreifende Transformierung der Philosophie um 1750, bzw. des 18. Jahrhunderts. Für Diderot werde sie [die Philosophie] zu einem Werkzeug zum Umsturz orthodoxen Denkens. „In einem Wort: Der Philosoph wird in Zukunft lieber Schriftsteller oder Künstler als Denker sein“.
Nach Raupp sei die Schrift dem frühaufklärerischen Einflüssen eines Pierre Bayle (Dictionnaire historique et critique  (1697)) und Bernard le Bovier de Fontenelle ebenso ausgesetzt gewesen, wie er sich im englischen Deismus orientierte und sensualistischen Prämissen als grundlegend annahm.
Andreas Heyer u. a. m. wiederum sahen vor allem in Michel de Montaignes Methodik des Skeptizismus, die entscheidende Autorität im Denken Diderots, was sich insbesondere durch dessen skeptischen Positionen zu tradierten Wahrheiten niederschlüge.

## Ausgaben
- Denis Diderot: Pensées philosophiques. (= Œuvres complètes de Diderot. Band 1). Erstausgabe, Aux dépens de la Compagnie, La Haye i.e. Paris 1746 (Volltext).
- Denis Diderot, Laurent Versini: Diderot, Œuvres. Edition Laurent Versini. 5 Bände, Laffont, Paris 1991‑1997.
  - Band 1: Philosophie (= Bouquins.) Paris 1994, ISBN 2-221-05721-X. Darin: Pensées philosophiques./ Entretien d’un philosophe avec la maréchale de ....
- Denis Diderot, Antoine Adam: Pensées philosophiques, Addition aux Pensées philosophiques: Lettre sur les aveugles, Addition à la Lettre sur les aveugles: Supplement au Voyage de Bougainville. (Préface Jean-Claude Bourdin) Garnier-Flammarion, Paris 1972, ISBN 2-08-070252-1.
- Diderot, Jean-Claude Bourdin: Pensées philosophiques. Addition aux Pensées philosophiques. GF Flammarion, Paris 2007, ISBN 978-2-08-071249-3.
- Denis Diderot, Ilse Lange, Max Bense: Gedanken über Philosophie und Natur. Verlag Werden und Wirken, Weimar 1947.